# 北方町立北方中学校
北方町立北方中学校（きたがたちょうりつきたがたちゅうがっこう）は、かつて岐阜県本巣郡北方町にあった公立中学校。通称は北中（きたちゅう）。

## 概要
- 本巣郡にあり、北方町全域を校区とする。北方町立北方小学校、北方町立北方西小学校、北方町立北方南小学校の卒業生がそれぞれ進学する。
- 校風は「美しく整える」。校章は平和のシンボルである鳩をあしらい、羽を広げ躍進を表している。また、中央の「北中」の文字に丸みをもたせ、人格円満を表している。
- 制服は、男子は黒色の詰襟学生服、女子は紺色のセーラー服がそれぞれ指定されている。
- 在校生は「北中健児」と呼ばれ、校歌にも入っている言葉である。
- 北方町の小中学校再編計画により、2023年（令和5年）に北方小学校と北方西小学校、北方中学校（北方小と北方西小の通学区域）と統合し、義務教育学校の北方町立北学園を設置。北方南小学校て北方中学校（北方南小の通学区域）と統合し、義務教育学校の北方町立南学園を設置することにより廃校[1][2][3]。北学園の校舎は従来の北方中学校と北方小学校の校舎を改修、管理棟及び東校舎などを新築。南学園は北方南小学校の校舎の改修と増築する。

## 沿革
- 1947年 - 6・3制施行に伴い、本巣郡北方町、七郷村、合渡村、生津村で学校組合を設立。本巣郡学校組合立北方中学校として発足。本校は北方町立北方小学校に置かれ、七郷村立七郷小学校、合渡村立合渡小学校、生津村立生津小学校に分校を設置。
- 1948年 - 旧・岐阜県立本巣女子高等学校校舎に移転。各分校を廃止。
- 1950年 - 七郷村が岐阜市に編入される。同時に本巣郡岐阜市学校組合立北方中学校に改称する。
- 1952年 - 文部省より産業教育研究校に指定、2年間にわたって研究を実施。
- 1954年（昭和29年） - 生津村の南部（馬場・生津）が、穂積町、牛牧村、本田村と合併し、穂積町になる。穂積町に移った馬場・生津地区は引き続き北方中学校に通学する。
- 1955年（昭和30年） - 生津村が北方町に編入される。穂積町の生津地区（旧・生津村生津）は穂積町立穂積中学校校区に移る。
- 1956年（昭和31年） - 穂積町の馬場地区が穂積町立穂積中学校校区に移る。
- 1959年 - 合渡村が岐阜市に編入される。
- 1961年 - 北舎鉄筋3階建て6教室を建築。
- 1962年 - 校名を岐阜県本巣郡北方町・岐阜市学校組合立北方中学校に改称。
- 1962年 - 北舎鉄筋3階建て6教室を建築。
- 1963年 - 普通教室4教室・理科室2教室・音楽室・美術室・南舎管理棟をそれぞれ建築。
- 1963年 - 特別支援学級を設置。
- 1964年 - 体育館を建築。
- 1965年 - 技術・家庭科教室を建築。
- 1969年 - 北方小中学校給食共同調理場の設置に伴い、完全給食を開始。
- 1971年 - プールを建築。
- 1972年 - 理科室2教室・音楽室・美術室・製図室2教室をそれぞれ建築。
- 1984年 - 岐阜市立岐阜西中学校を分離、校名を北方町立北方中学校に改称。
- 1985年 - 校舎を大規模に改修。
- 1994年 - 管理棟（職員室・体育館・柔剣道場・図書室・コンピュータ教室等）を改築。
- 1996年 - 岐阜県県民ふれあい会館サラマンカホールにおいて初の全校合唱集会を実施、以後2年置きに2005年までの計4回、同ホールで開催。
- 2002年 - 特別教室棟を改築。
- 2002年 - 通学カバンを白色肩掛けカバンから黒色リュック式カバンに刷新。
- 2002年 - 図書室にコンピュータを導入。
- 2003年 - 普通教室棟を改築。
- 2004年 - 資源回収（廃品回収）を廃止、地域貢献活動を開始。
- 2005年 - 岐阜新聞社より岐阜県優秀校を受賞。
- 2005年 - 岐阜県県民ふれあい会館サラマンカホールにおいて最後の全校合唱集会を開催。
- 2009年 - プールを改築。詳細については以下で触れる。
- 2011年 - 第3理科室ができる。SKR活動開始。ちなみにSKRとは、Sawayaka、Kitachu、Reformの頭文字から取ったものである。
- 2022年 - 学園構想に基づき、従来の北方小学校の校舎を改築し、北方中学校の校舎と連結。また、北方中学校と北方小学校の間に職員室と校長室の入る管理棟を新設。それに伴って図書館と保健室を移動。
- 2023年
  - 3月23日 - 閉校式を行う。
  - 3月31日 - 廃校。

## プールの改築
北方中学校では2007年（平成19年）まで、1971年（昭和46年）に設置されたプールで水泳の授業を行っていた。ところが建築後36年が経過し、床面等の剥離・コンクリートの劣化等老朽化が進行していた上、更衣室・機械室がプールの下部に設置されていたため湿気がとれず保健衛生上問題があったことから、2007年に改築に踏み切った。当初は2009年度以降の改築を予定していたが、2008年度中に建築した場合には補助金が交付されたため、財政が逼迫している北方町は改築を前倒しさせた。プールの改築により、北方中学校にある施設は全て平成以降に建築されたものとなった。

## 主な学校行事

### 始業式
一年の始まりとして厳粛な雰囲気の中2年生と3年生が参加して行われる。同時に着任式（新しい先生方の紹介）や校歌の斉唱が行われる。午後に入学式が行われる。（下記参照）

### 入学式
始業式（上記参照）の後に1年生が参加して行われる。校長先生の言葉や来賓紹介などが行われる。

### 対面式
1年生と2・3年生が初めて対面する式。2・3年生での校歌の斉唱や3年生からの合唱披露、生徒会役員からの話などがある。

### 生徒総会
前期・後期で各1回ずつ行われる。校歌の斉唱や各委員会の活動計画が発表される。

### 1年荘川研修
1年生は郡上・荘川で研修を行う。主な活動内容はBBQ、カレー作り、郡上踊り研修、ポイントトレッキングなど。
新型コロナウィルスの影響で、2021年度は行われず、2022年度は馬籠宿で研修が行われた。

### 3年長崎平和学習旅行
平和学習の名の元に、3年生徒は長崎・福岡へ2泊3日の旅行をする。
飛行機で向かう長崎では平和学習を含めた班別自由行動などを行い、ホテルで2泊する。
最終日には福岡の太宰府天満宮にて受験へ向けての参拝を行い、新幹線で帰還する。
3年生徒という事もあり、班別行動のプランは自由、現金持参可能。
また、2021年度より、行き先が広島方面に変更された。

### 定期テスト
中間及び期末テストを前期、後期の年2回ずつ行う。
実力テストは1年生は年1回、2年生は2回、3年生は4回行う。

### 体育祭
白、緑、青、赤、黄の5つの団に組み分け、生徒同士が競技で競う。

### 合唱集会
毎年秋に行われる「合唱の町北方」ならではの行事である。
2年毎にサラマンカホールを借りて行っている。
各学年、各クラスごとに課題曲、自由曲を歌い、金賞、銀賞を目指して競う集会。

## 部活動
運動系部活動
- 陸上部
- 野球部
- 剣道部
- 柔道部
- 卓球部
- バスケットボール部
- バレーボール部
- ソフトボール部
- ソフトテニス部
- サッカー部

文化系部活動
- コンピュータ部 - 北方中学校のコンピューター室で活動をしている。主な活動はパソコン検定の実施や日めくりカレンダーの制作。
- 家庭科部 - 北方中学校の被服室・調理室で活動している。主な活動は布を使ったものの製作や調理。
- 英会話部 - 北方中学校の第二美術室で活動している。主な活動はスピーチの練習。スピーチコンテストへの出場を目指す。
- 美術部 - 北方中学校の第一美術室で活動している。主な活動は美術作品の製作。北方町の美術館に作品展示を行うことも。
- 合唱部 - 北方中学校の第一音楽室で活動している。主な活動はNHKの合唱コンクールの練習。